# SAR-Klasse 19A
Die Lokomotiven der Klasse 19A der South African Railways (SAR) waren Dampflokomotive mit der Achsfolge 2'D1' (Mountain).
Die Baureihe war eine Variante der Klasse 19 für Nebenstrecken mit leichterem Oberbau. Sie hatte von 1.372 auf 1.295 mm verkleinerte Kuppelräder, einen reduzierten Zylinderdurchmesser und einen geringfügig kleineren Kessel. Der Gewichtsunterschied zwischen beiden Klassen war allerdings nicht sehr groß (4,4 t ohne Tender), und die maximale Achslast der 19A lag nur um 0,3 t niedriger.
36 Exemplare mit den Bahnnummern 675–710 wurden 1929 von der Schweizerischen Lokomotiv- und Maschinenfabrik geliefert – die einzigen Lokomotiven dieses Herstellers in Südafrika. Fünf Lokomotiven (Nr. 678, 693, 696, 700 und 706) erhielten später den Standardkessel 1A und zumindest teilweise auch ein neues Führerhaus. Die umgebauten Maschinen wurden als Klasse 19AR bezeichnet (Klammerangaben in nebenstehender Tabelle). Der Originalkessel einer dieser Lokomotiven wurde für den Bau der Klasse 20 verwendet.
Die Klasse 19A/AR war zunächst über das ganze Land verbreitet und wurde später in Natal und der Kapprovinz konzentriert. Bis 1977 war sie ausgemustert. Die Lokomotive Nr. 692 ist als Denkmallokomotive in Sterkstroom erhalten geblieben.